# Haar-Raum
Ein Haar-Raum, oder Haarscher Raum (benannt nach Alfréd Haar) wird in der Approximationstheorie folgendermaßen definiert:
Besitzen {\displaystyle n} linear unabhängige, auf einem Intervall {\displaystyle [a,b]} stetige Funktionen {\displaystyle g_{1},\dots ,g_{n}} die Eigenschaft, dass jedes Element {\displaystyle {f}\in \mathrm {span} \left\{g_{1},\dots ,g_{n}\right\},f\neq 0}, in {\displaystyle [a,b]} höchstens {\displaystyle (n-1)} Nullstellen hat, dann heißt die Menge {\displaystyle U:=\mathrm {span} \left\{g_{1},\dots ,g_{n}\right\}} Haar-Raum.
Ein System solcher Funktionen {\displaystyle g_{1},\dots ,g_{n}}, die einen Haar-Raum aufspannen, wird auch Haarsches System oder Tschebyschow-System genannt. Wird eine stetige Funktion durch Elemente eines Haar-Raumes approximiert, so existiert bezüglich der Maximumsnorm {\displaystyle \|\cdot \|_{\infty }} stets genau eine beste Approximation.

## Interpolation in Haar-Räumen
Hat man {\displaystyle x_{1},\dots ,x_{n}\in [a,b]} paarweise verschiedene Punkte (Stützstellen) und Daten {\displaystyle y_{i},i=1,\dots ,n}, so existiert genau ein {\displaystyle g\in U} mit {\displaystyle g(x_{i})=y_{i},i=1,\dots ,n}. Dies ist äquivalent zur Regularität der Vandermonde-Matrix.
Beweis Bezeichne {\displaystyle \mathbb {K} \in \{\mathbb {R} ,\mathbb {C} \}} den Körper, in den die Funktionen  {\displaystyle g_{1},\dots ,g_{n}} abbilden. Die Abbildung {\displaystyle L\colon U\to \mathbb {K} ^{n},f\mapsto \left(f(x_{1}),...f(x_{n})\right)} ist linear. Weil jedes {\displaystyle f\in U} höchstens n-1 Nullstellen hat, ist der Kern der Abbildung nur die Nullfunktion, d. h. L ist injektiv. Wegen {\displaystyle \dim \mathbb {K} ^{n}=n} ist L surjektiv, also insgesamt bijektiv. Daraus folgt Existenz und Eindeutigkeit der Interpolationsfunktion g.

## Beispiele
- Der Vektorraum {\displaystyle \Pi _{n}} der Polynome höchstens n-ten Grades ist ein Haar-Raum. {\displaystyle \left\{1,x,\dots ,x^{n}\right\}} ist ein Haarsches System.
- Das System {\displaystyle \left\{x,\dots ,x^{n}\right\}} ist jedoch kein Haarscher Raum.
- Die trigonometrischen Polynome bilden ein Haar-Raum mit Haarschem System {\displaystyle \left\{1,e^{ix},\dots ,e^{i(n-1)x}\right\}} (Polynome in {\displaystyle e^{ix}}).
- {\displaystyle \left\{1,\sin(x),\cos(x),\dots ,\sin(nx),\cos(nx)\right\},\left\{1,\sin(x),\dots ,\sin(nx)\right\},\left\{1,\cos(x),\dots ,\cos(nx)\right\},\;x\in [0,2\pi )} sind jeweils Haarsche Systeme.

## Historie
Erstmals formulierte und bewies Haar die Haar condition 1918 in: Die Minkowskische Geometrie und die Annäherung an stetige Funktionen, Mathematische Annalen, Band 78, S. 294–311. Andere Beweise formulierten Vlastimil Pták 1958 (A remark on approximation of continuous functions in Czechoslovak Math. Journal, Band 8, S. 251–256) und Singer 1960 (On best approximation of continuous functions in Mathematische Annalen, Band 140, S. 165–168).